# Miroirs (Ravel)
Miroirs (en català, Miralls) és una obra per a piano de Maurice Ravel composta el 1905. Va ser estrenada pel pianista català Ricard Viñes el 6 de gener del 1906.
Està formada per cinc peces de les quals dues (Une barque sur l'océan el 1906, i Alborada del gracioso el 1919) van ser orquestrades posteriorment pel mateix compositor. El conjunt participa de l'estil impressionista de Ravel, que va justificar en el títol amb aquesta citació de William Shakespeare (Juli Cèsar, acte I, escena 2): «La vista no es coneix ella mateixa abans d'haver viatjat i haver trobat un mirall on poder-se reconèixer».
Les cinc peces són les següents:
1. Noctuelles
2. Oiseaux tristes (Ocells tristos)
3. Une barque sur l'océan (Una barca sobre l'oceà)
4. Alborada del gracioso
5. La vallée des cloches (La vall de les campanes)

## Comentari del compositor
| «                                  | Els Miralls formen un recull de peces per al piano que marquen en la meva evolució harmònica un canvi força considerable, i he desconcertat els músics que estaven més acostumats a la meva manera de fer. […] El títol de "Miralls" ha autoritzat els meus crítics a considerar aquest recull entre les obres que participen del moviment anomenat impressionista. No ho contradic, si s'espera parlar per analogia. Analogia bastant fugitiva, d'altra banda, ja que l'impressionisme no sembla tenir cap sentit precís fora de la pintura. Aquesta paraula de «mirall» no ha de fer suposar una voluntat d'afirmar una teoria subjectivista de l'art. | » |
| — Ravel, Esbós autobiogràfic, 1928 | |   |